# Herbert Schäfer (Kriminalist)
Herbert Schäfer (* 8. März 1926 in Andernach; † 6. Januar 2019 in Limburg) war ein deutscher Kriminalist, Rechtsanwalt, Verleger und Autor.

## Leben und Karriere
Nach dem Zweiten Weltkrieg, den er noch als Soldat erlebte, begann er seine ersten Schritte als Gendarm in der bayerischen Landpolizei in Bobingen bei Augsburg. Er verließ diese zum Jurastudium, welches er 1949 in Bonn aufnahm. Seine Doktorarbeit zum Thema Okkultismus und darauf basierende Betrügereien veröffentlichte er 1959.
Von 1960 bis 1969 arbeitete Schäfer im Bundeskriminalamt in Wiesbaden.
1969 wechselte er als Leiter der Kriminalpolizei nach Bremen.
1974 wurde er Leiter des Landeskriminalamtes Bremen.
Nach seiner Pensionierung erhielt er die Zulassung als Rechtsanwalt. Sein besonderes Interesse galt Fragestellungen aus dem Bereich der Polizei. So vertrat er z. B. den Einsatzleiter Möller bei dem gegen ihn eröffneten Disziplinarverfahren im Zusammenhang mit den Ausschreitungen in Rostock-Lichtenhagen im Jahr 1992.
Am 12. Februar 1970 wurde auf sein Betreiben die Kriminalistische Studiengemeinschaft e. V. gegründet. Am selben Tag wurde er zum Vorsitzenden gewählt. Dieses Amt hatte er bis zum 5. Juli 1978 inne. Erneut wurde er am 19. März 1991 zum Vorsitzenden gewählt; seine zweite Amtszeit endete am 9. April 1997.
Er war Herausgeber der Grundlagen der Kriminalistik, einem Standardwerk für die wissenschaftliche Aufarbeitung von Fragestellungen der Kriminalistik.
Herbert Schäfer war seit 1947 verheiratet und hatte mit seiner Frau Marianne drei Kinder. Von 1969 bis wenige Tage vor seinem Tod lebte er in Bremen.

## Auszeichnungen
- 1964: Beccariamedaille in Silber der  Kriminologischen Gesellschaft

## Veröffentlichungen
- Forstkriminalistik Kriminalistik Verlag 1954
- Hexenmacht und Hexenjagd: Ein Beitrag zum Problem der kriminellen Folgen des Hexenaberglaubens der Gegenwart Unter Mitarbeit von Hugo H. Wendte. Kriminalistik Verlag 1955
- Der Okkulttäter – Hexenbanner – magischer Heiler – Erdentstrahler Kriminalistik Verlag 1959
- Die „FLYING SAUCER STORY“ – Eine neue Form der Okkultkriminalität, in: Kriminalistik. Zeitschrift für die gesamte kriminalistische Wissenschaft und Praxis, 16. Jg. 1962, H. 1., S. 1–6.
- Grundlagenforschung und Kriminalpolizei Kriminalistik, Kriminalistik Verlag 1969
- Jugend 1981 zwischen Selbstverwirklichung und Selbstzerstörung: Betrachtungen zum anarchoiden Vorfeld Verlag Deutsche Kriminalpolizei im Schmidt-Römhild-Verlag 1982
- Im Vorfeld des Terrorismus Teil 1 Gruppen und Masse Fachschriftenverlag Dr. Schäfer 1986 Bremen, ISBN 978-3-925730-04-7
- Im Vorfeld des Terrorismus Teil 2 Angst und Gewalt Fachschriftenverlag Dr. Schäfer 1986 Bremen, ISBN 978-3-925730-05-4
- Im Vorfeld des Terrorismus Teil 3 Militante Gewalt Fachschriftenverlag Dr. Schäfer 1987 Bremen, ISBN 978-3-925730-06-1
- Zwischen Baum und Borke – Gedichte Unter dem Pseudonym von Dr. Schäfer: Peter Bartenbach. Fachschriftenverlag Dr. Schäfer Bremen 1987, ISBN 3-925730-087
- Bobingen – Beiträge zur Heimatgeschichte 2. ergänzte und erweiterte Auflage (1. Auflage 1975) Fachschriftenverlag Dr. Schäfer Bremen 1990, ISBN 3-925730-15-X
- Einbruchdiebstahl und Tatverdacht Fachschriftenverlag Dr. Schäfer Bremen 1990
- Pfeiffer contra Barschel – Zur Anatomie einer Beweisführung Fachschriftenverlag Dr. Schäfer Bremen 1991, ISBN 978-3-925730-16-0
- Poltergeister und Professoren - Über den Zustand der Parapsychologie Fachschriftenverlag Dr. Schäfer Bremen 1994, ISBN 978-3-925730184
- Grundlagen der Kriminalistik, 27 Bände, Steintor Verlag 1965–1976, Kriminalistik Verlag (zum Teil als 2. Auflage) bis 1984
- als Herausgeber: Kriminologische Wegzeichen: Festschrift für Hans von Hentig zum 80. Geburtstag am 9. Juni 1967, Kriminalistik Verlag, Hamburg 1967
- mit Georg Fritz: Auf der Suche nach Pobos Hof in "Bobinger Hofnamen", Kessler Verlag 1969